# Troyes AC
Espérance Sportive Troyes Aube Champagne ali na kratko Troyes je francoski nogometni klub iz mesta Troyes. Ustanovljen je bil leta 1986 in trenutno igra v Ligue 1, 1. francoski nogometni ligi.
Z domačih tekmovanj ima en naslov prvaka 2. francoske lige (2014/15), en naslov podprvaka Francoskega Pokala (1956), en naslov prvaka (1956) in en naslov podprvaka (1957) Pokala Gambardella. Z evropskih tekmovanj pa drži en naslov prvaka Pokala Intertoto (2001).
Domači stadion kluba je Stade de l'Aube, ki sprejme 21.684 gledalcev. Barva dresov je modra. Vzdevek nogometašev je Troyes